# حداثة رجعية

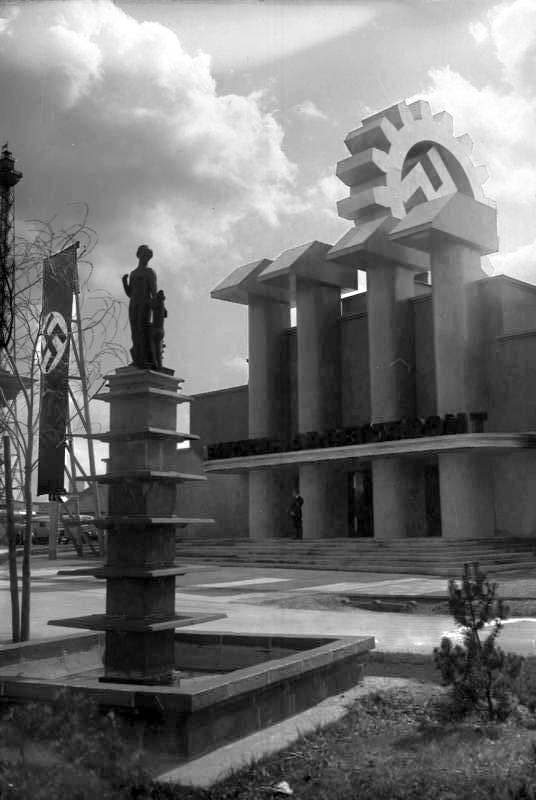
عمارة ألمانية نازية تجمع بين تصميم حداثي يستخدم رمز الصليب المعقوف وهو رمز قديم.

الحداثة الرجعيّة، مصطلح صكّه أول مرة جيفري هيرف في كتابه الصادر في العام 1984 بعنوان «الحداثة الرجعية: التكنولوجيا، والثقافة، والسياسة في جمهورية فايمار والرايخ الثالث». استخدم هيرف المصطلح لوصف المزج بين «الحماسة المفرطة تجاه التكنولوجيا الحديثة الممزوجة بالرفض القاطع لعصر التنوير وقيم ومؤسسات الديمقراطية الليبرالية»، وهو ما ميّز الحركة المحافِظة الثورية والحركة النازية. بدورها، ارتبطت أيديولوجية الحداثة الرجعية بشكلٍ لصيق بالآراء الأصلية والإيجابية لمدرسة نظرية التاريخ الألماني Sonderweg التي اعتبرت ألمانيا قوة عُظمى أوروبية وسطى، لا غربيّة ولا شرقيّة.
استعمل العديد من الباحثين مصطلح هيرف بشكل موسّع لوصف الفاشية. كان هيرف قد استخدم المصطلح للإشارة إلى الاتجاه الذي اتخذه التفكير الثقافي في فترة ما بين الحربين، وهو الاتجاه الذي وصفه الروائي الألماني توماس مان بأنه «رومانسية شديدة الهيام بالتكنولوجيا». طبّق هيرف مصطلح الحداثة الرجعية في معرض تناوله لطائفة كبيرة من الشخصيات الثقافية الألمانية، بمن فيهم إرنست يونغر، وأوزفالد شبنغلر، وكارل شميت، وهانز فرير.

## تلقّي المفهوم
وسّع المؤرخ نيكولاس غيلهوت من نطاق مفهوم الحداثة الرجعية، وطبّقه على الاتجاهات في جمهورية فايمار ذات الصِلة بالصناعة، والطب (في مجال تحسين النسل)، والسياسة الجماهيرية، والهندسة الاجتماعية. يُمكن أن نرى تطبيق الحداثة الرجعية متجسدة في المفهوم الفاشي للإنسان الجديد، وفي الحركات الفنية في الأوساط الثقافية خلال عهد جمهورية فايمار التي شدّدت على تبنّي العقلانية واعتنقت الحركة المستقبليّة والعمارة الموضوعية الجديدة. رفض العديد من الفنانين في فترة جمهورية فايمار التقديس الأعمى لدى فناني الحركة المستقبليّة للآلات والعنف، وهو ما ميّز أنصار المدرسة الانطباعية الألمانية. رغم ذلك، أصبحت العودة إلى التراث موضوعةً فنيّة سائدةً في الثقافة الألمانية وغيرها من البلدان الأوروبية.
استُقصيت الحداثة الرجعيّة كفكرة رئيسية في آداب فترة ما بين الحربين العالميّتين وفي الثقافة السياسية الأعمّ في بريطانيا العظمى. وقد دُرست في سياق البلدان الأوروبية الأخرى خلال فترة ما بين الحربين العالميتين، في دول مثل رومانيا، واليونان، والسويد، وإسبانيا. كما دُرست في سياق الحركة الفاشية في اليابان. يُقرّ بعض المؤرخين بالتقاط المصطلح لأهميّة الاتجاه المؤثر في التفكير الفلسفي، والثقافي، والسياسي الأوربي في الوقت الذي كانت فيه الفاشية آخذةً بالصعود. ومنذ استحداث هيرف لهذا التعبير الجديد، راج المصطلح في تداول المؤرّخين الذين ناقشوا التناقض في الحماسة الأوروبية نحو الاستبداد المُطلق والقومية الشعبية من جهة، والمفاهيم التكنولوجية والسياسية من جهة أخرى، وكلّ هذا تحت مظلة الأنظمة السياسية الشمولية.
يطبّق هيرف مصطلح الحداثة الرجعية الآن على حكومات إيران في ظِلّ حُكم الملالي، وحكومة العراق في عهد صدام حسين، والجماعات الإسلاموية مثل تنظيم القاعدة الإرهابي. كما طبّق بعض الباحثين، مثل بول بيرمان، مفهوم الحداثة الرجعية على حركات الإسلاموية المتطرفة.
يحاجج الناقد الثقافي ريتشارد باربروك بأن أعضاء حركة ديجيراتي، والذين يلتزمون بالأيديولوجية كاليفورنيا، يؤمنون بشكل من الحداثة الرجعية التي تمزج بين النمو الاقتصادي والتدرج الاجتماعي.
انتقد توماس روكريمر مفهوم الحداثة الرجعية قائلاً بأنه، «بكل ببساطة لا توجد غرابة أو «تناقض في رفض عصر التنوير وتبنّي التكنولوجيا» في نفس الوقت، ولكن كانت هذه ممارسة سائدة في القرنين التاسع عشر والعشرين في ألمانيا وغيرها العديد من الدول. فالعقلانية الأداتيّة والتكنولوجيا متاحتان لعدد لانهائي من الغايات، والعديد منها ليس خيّرًا ولا مستنيرًا». دعم روجر جريفين هذا الرأي بقوله: «يمكن اعتبار الفاشية كأيديولوجيا وحركة على أنها تنادي بطرح بديل راديكالي للرؤيتين الليبرالية والاشتراكية لماهية الشكل الأمثل للحداثة، أو ما يجب أن تكونه. فالحداثة الرجعية تمثل رفضًا حاسمًا لكلّ من الليبرالية الكاملة والحداثة المتطرفة، والتي نرى ذروتها في النسبيّة، واللامعيارية الاجتماعية، والذاتيّة، وفقدان المعنى المحدد للقيم الأبدية. هي محاولة لإعادة توجيه البشر المعاصرين ضمن تلك الظاهرة الجدّ عصريّة، ألا وهي الدولة الشمولية (وهو المصطلح الذي تستخدمه الفاشية بمعنى إيجابي) من خلال تلاعبٍ واعٍ في تقديم أسطورة تاريخية وقومية وعِرقيّة (وجميع هذه تركيبات أيديولوجية شديدة المعاصرة)». يجادل ديفيد روبرتس في كتابه الصادر في العام 2016 بعنوان التفاعلات الفاشية، بأنه «من الواضح للعديد الآن بأن الفاشية لم تكن مجرّد تمرّد على الحداثة، بل كانت حركة تسعى لطرح بديل كامل للحداثة».